# Правило резолюций
Пра́вило резолю́ций — это правило вывода, восходящее к методу доказательства теорем через поиск противоречий; используется в логике высказываний и логике первого порядка. Правило резолюций, применяемое последовательно для списка резольвент, позволяет ответить на вопрос, существует ли в исходном множестве логических выражений противоречие. Правило резолюций предложено в 1930 году в докторской диссертации Жака Эрбрана для доказательства теорем в формальных системах первого порядка. Правило разработано Джоном Аланом Робинсоном в 1965 году.
Алгоритмы доказательства выводимости {\displaystyle A\vdash B}, построенные на основе этого метода, применяются во многих системах искусственного интеллекта, а также являются фундаментом, на котором построен язык логического программирования «Пролог».

## Исчисление высказываний
Пусть {\displaystyle C_{1}} и {\displaystyle C_{2}} — два предложения в исчислении высказываний, и пусть {\displaystyle C_{1}=P\lor C'_{1}}, а {\displaystyle C_{2}=\lnot P\lor C'_{2}}, где {\displaystyle P} — пропозициональная переменная, а {\displaystyle C'_{1}} и {\displaystyle C'_{2}} — любые предложения (в частности, может быть, пустые или состоящие только из одного литерала).
Правило вывода
{\displaystyle {\frac {C_{1},C_{2}}{C'_{1}\lor C'_{2}}}}
называется правилом резолюций.
Предложения C1 и C2 называются резольвируемыми (или родительскими), предложение {\displaystyle C'_{1}\lor C'_{2}} — резольвентой, а формулы {\displaystyle P} и {\displaystyle \lnot P} — контрарными литералами.
В общем, в правиле резолюции берутся два выражения и вырабатывается
новое выражение, содержащее все литералы двух первоначальных выражений,
за исключением двух взаимно обратных литералов.

### Метод резолюции
Доказательство теорем сводится к доказательству того, что некоторая формула {\displaystyle G} (гипотеза теоремы) является логическим следствием множества формул {\displaystyle F_{1},\dots ,F_{k}} (допущений). То есть сама теорема может быть сформулирована следующим образом: «если {\displaystyle F_{1},\dots ,F_{k}} истинны, то истинна и {\displaystyle G}».
Для доказательства того, что формула {\displaystyle G} является логическим следствием множества формул {\displaystyle F_{1},\dots ,F_{k}}, метод резолюций применяется следующим образом. Сначала составляется множество формул {\displaystyle \{F_{1},\dots ,F_{k},\neg G\}}. Затем каждая из этих формул приводится к КНФ (конъюнкция дизъюнктов) и в полученных формулах зачеркиваются знаки конъюнкции. Получается множество дизъюнктов {\displaystyle S}. И, наконец, ищется вывод пустого дизъюнкта из {\displaystyle S}. Если пустой дизъюнкт выводим из {\displaystyle S}, то формула {\displaystyle G} является логическим следствием формул {\displaystyle F_{1},\dots ,F_{k}}. Если из {\displaystyle S} нельзя вывести #, то {\displaystyle G} не является логическим следствием формул {\displaystyle F_{1},\dots ,F_{k}}. Такой метод доказательства теорем называется методом резолюций.
Рассмотрим пример доказательства методом резолюций. Пусть у нас есть следующие утверждения:
«Яблоко красное и ароматное».
«Если яблоко красное, то яблоко вкусное».
Докажем утверждение «яблоко вкусное». Введём множество формул, описывающих простые высказывания, соответствующие вышеприведённым утверждениям. Пусть
{\displaystyle X_{1}} — «Яблоко красное»,
{\displaystyle X_{2}} — «Яблоко ароматное»,
{\displaystyle X_{3}} — «Яблоко вкусное».
Тогда сами утверждения можно записать в виде сложных формул:
{\displaystyle X_{1}\land X_{2}} — «Яблоко красное и ароматное».
{\displaystyle X_{1}\rightarrow X_{3}} — «Если яблоко красное, то яблоко вкусное».
Тогда утверждение, которое надо доказать, выражается формулой {\displaystyle X_{3}}.
Итак, докажем, что {\displaystyle X_{3}} является логическим следствием {\displaystyle (X_{1}\land X_{2})} и {\displaystyle (X_{1}\to X_{3})}. Сначала составляем множество формул с отрицанием доказываемого высказывания; получаем
{\displaystyle \{(X_{1}\land X_{2}),(X_{1}\rightarrow X_{3}),\neg X_{3}\}.}
Теперь приводим все формулы к конъюнктивной нормальной форме и зачеркиваем конъюнкции. Получаем следующее множество дизъюнктов:
{\displaystyle \{X_{1},X_{2},(\neg X_{1}\vee X_{3}),\neg X_{3}\}.}
Далее ищем вывод пустого дизъюнкта.
Применяем к первому и третьему дизъюнктам правило резолюции:
{\displaystyle \{X_{1},X_{2},(\neg X_{1}\vee X_{3}),\neg X_{3},X_{3}\}.}
Применяем к четвёртому и пятому дизъюнктам правило резолюции:
{\displaystyle \{X_{1},X_{2},(\neg X_{1}\vee X_{3}),\neg X_{3},X_{3},\#\}.}
Таким образом пустой дизъюнкт выведен, следовательно выражение с отрицанием высказывания опровергнуто, следовательно само высказывание доказано.

#### Полнота и компактность метода
Правило резолюции обладает свойством полноты в том смысле, что с помощью него всегда можно вывести из {\displaystyle S} пустой дизъюнкт #, если исходное множество дизъюнктов {\displaystyle S} является противоречивым.
Отношение выводимости (из-за конечности вывода) является компактным: если {\displaystyle S\vdash \#}, то существует такое конечное подмножество {\displaystyle S'\subseteq S}, что {\displaystyle S'\vdash \#}. Поэтому предварительно нужно доказать, что отношение невыполнимости является компактным.
Лемма. Если каждое конечное подмножество {\displaystyle S'\subseteq S} имеет выполняющую оценку, то имеется выполняющая оценка для всего множества дизъюнктов {\displaystyle S}.
Доказательство. Предположим, что в {\displaystyle S} встречаются дизъюнкты, использующие счетное множество пропозициональных переменных {\displaystyle p_{1},\ldots ,p_{k},\ldots }. Построим бесконечное двоичное дерево, где из каждой вершины на высоте {\displaystyle k} выходят два ребра, помеченное литералами {\displaystyle \neg p_{k+1}} и {\displaystyle p_{k+1}} соответственно. Удалим из этого дерева те вершины, литералы по пути в которые образуют оценку, противоречащую хотя бы одному дизъюнкту {\displaystyle S}.
Для каждого {\displaystyle k} рассмотрим конечное подмножество {\displaystyle S_{k}\subseteq S}, состоящее из дизъюнктов, не содержащих переменных {\displaystyle p_{k+1},p_{k+2},\ldots }.
По условию леммы найдётся такая оценка переменных {\displaystyle p_{1},\ldots ,p_{k}} (или путь до вершины на уровне {\displaystyle k+1} обрезаном дереве), что она выполняет все дизъюнты из {\displaystyle S_{k}}.
Значит, обрезанное дерево бесконечно (то есть содержит бесконечное множество вершин).
По лемме Кёнига о бесконечном пути обрезанное дерево содержит бесконечную ветвь.
Этой ветви соответствует оценка всех переменных {\displaystyle p_{1},\ldots ,p_{k},\ldots }, которая делает истинными все дизъюнкты из {\displaystyle S}. Что и требовалось.

#### Теорема о полноте метода резолюций для логики высказываний
Теорема. Множество дизъюнктов S противоречиво тогда и только тогда, когда существует опровержение в S (или из S).
Доказательство. Необходимость (корректность метода резолюций) очевидна, так как пустой дизъюнкт не может быть истинен ни при какой оценке. Приведём доказательство достаточности. По лемме о компактности достаточно ограничиться случаем конечного числа пропозициональных переменных. Проводим индукцию по числу пропозициональных переменных {\displaystyle n}, встречающихся хотя бы в одном дизъюнкте из {\displaystyle S}. Пусть теорема полноты верна при {\displaystyle n=k}, докажем её истинность при {\displaystyle n=k+1}. Другими словами, покажем, что из любого противоречивого множества {\displaystyle S} дизъюнктов, в котором встречаются
пропозициональные переменные {\displaystyle p_{1},\ldots ,p_{k+1}}, можно вывести пустой дизъюнкт.
Выберем любую из {\displaystyle k+1} пропозициональных переменных, например, {\displaystyle p_{k+1}}. Построим по {\displaystyle S} два множества дизъюнктов {\displaystyle S_{k+1}^{+}} и {\displaystyle S_{k+1}^{-}}. В множество {\displaystyle S_{k+1}^{+}} поместим те дизъюнкты из {\displaystyle S}, в которых не встречается литерал {\displaystyle \neg p_{k+1}}, причем из каждого такого дизъюнкта удалим литерал {\displaystyle p_{k+1}} (если он там встречается). Аналогично, множество {\displaystyle S_{k+1}^{-}} содержит остатки дизъюнктов {\displaystyle S}, в которых не встречается литерал {\displaystyle p_{k+1}}, после удаления литерала {\displaystyle \neg p_{k+1}} (если он в них встречается).
Утверждается, что каждое из множеств дизъюнктов {\displaystyle S_{k+1}^{+}} и {\displaystyle S_{k+1}^{-}} является противоречивым, то есть не имеет выполняющей все дизъюнкты одновременно оценки. Это верно потому, что из оценки {\displaystyle \rho ^{+}}, выполняющей все дизъюнкты множества {\displaystyle S_{k+1}^{+}} одновременно, можно построить оценку {\displaystyle \rho ^{+}\cup [\rho (p_{k+1})=0]}, одновременно выполняющей все дизъюнкты множества {\displaystyle S}. То, что эта оценка выполняет все опущенные при переходе от {\displaystyle S} к {\displaystyle S_{k+1}^{+}} дизъюнкты, очевидно, ибо эти дизъюнкты содержат литерал {\displaystyle \neg p_{k+1}}. Остальные дизъюнкты {\displaystyle S} выполняются по предположению, что оценка {\displaystyle \rho ^{+}} выполняет все дизъюнкты множества {\displaystyle S_{k+1}^{+}}, а, значит, и все расширенные (путём добавления выброшенного литерала {\displaystyle p_{k+1}}).
Аналогично, из оценки {\displaystyle \rho ^{-}}, выполняющей все дизъюнкты множества {\displaystyle S_{k+1}^{-}} одновременно, можно построить оценку {\displaystyle \rho ^{-}\cup [\rho (p_{k+1})=1]}, одновременно выполняющей все дизъюнкты множества {\displaystyle S}.
По предположению индукции из противоречивых множеств дизъюнктов {\displaystyle S_{k+1}^{+}} и {\displaystyle S_{k+1}^{-}} (так как в каждом из них встречаются только {\displaystyle k} пропозициональных переменных {\displaystyle p_{1},\ldots ,p_{k}}) имеются выводы пустого дизъюнкта. Если мы восстановим опущенный литерал {\displaystyle p_{k+1}} для дизъюнктов множества {\displaystyle S_{k+1}^{+}} в каждом вхождении вывода пустого дизъюнкта, то получим вывод дизъюнкта, состоящего из одного литерала {\displaystyle p_{k+1}}. Аналогично из вывода пустого дизъюнкта из противоречивого множества {\displaystyle S_{k+1}^{-}} получаем вывод дизъюнкта, состоящего из одного литерала {\displaystyle \neg p_{k+1}}. Осталось один раз применить правило резолюции, чтобы получить пустой дизъюнкт. Что и требовалось доказать.

## Исчисление предикатов
Пусть C1 и C2 — два предложения в исчислении предикатов.
Правило вывода
{\displaystyle {\frac {C_{1},C_{2}}{(C'_{1}\lor C'_{2})\sigma }}R}
называется правилом резолюции в исчислении предикатов, если в предложениях
C1 и C2 существуют унифицированные контрарные литералы P1 и P2,
то есть {\displaystyle C_{1}=P_{1}\lor C'_{1}}, а {\displaystyle C_{2}=\lnot P_{2}\lor C'_{2}},
причём атомарные формулы P1 и P2 являются унифицируемыми наиболее общим унификатором {\displaystyle \sigma }.
В этом случае резольвентой предложений C1 и C2 является предложение {\displaystyle (C'_{1}\lor C'_{2})\sigma }, полученное из предложения {\displaystyle C'_{1}\lor C'_{2}} применением унификатора {\displaystyle \sigma }.
Однако вследствие неразрешимости логики предикатов первого порядка для выполнимого (непротиворечивого) множества дизъюнктов процедура, основанная на принципе резолюции, может работать бесконечно долго.
Обычно резолюция применяется в логическом программировании в совокупности с прямым или обратным методом рассуждения. Прямой метод (от посылок) из посылок А, В выводит заключение В (правило modus ponens). Основной недостаток прямого метода рассуждения состоит в его ненаправленности: повторные применения метода обычно приводят к резкому росту промежуточных заключений, не связанных с целевым заключением.
Обратный метод (от цели) является направленным: из желаемого заключения В и тех же посылок он выводит новое подцелевое заключение А. Каждый шаг вывода в этом случае всегда связан с первоначально поставленной целью.
Существенный недостаток принципа резолюции заключается в формировании на каждом шаге вывода множества резольвент — новых дизъюнктов, большинство из которых оказываются лишними. В связи с этим разработаны различные модификации принципа резолюции, использующие более эффективные стратегии поиска и различного рода ограничения на вид исходных дизъюнктов.